# Černov
Černov település Csehországban, a Pelhřimovi járásban. Černov Nová Buková, Nový Rychnov és Horní Cerekev településekkel határos. Lakosainak száma 138 fő (2024. január 1.).

## Népesség
A település lakosságának változását az alábbi diagram mutatja:
| Lakosok száma | 221  | 207  | 198  | 140  | 124  | 115  | 110  | 128  | 128  | 138  |
|               | 1869 | 1890 | 1921 | 1950 | 1980 | 2001 | 2017 | 2019 | 2022 | 2024 |